# Pedro Camus
Pedro Camus Pérez (Santander, Cantabria, 13 de julio de 1955) es un exfutbolista español. Jugaba como defensa central y durante su carrera deportiva militó en el Real Racing Club de Santander, el Real Zaragoza y el Club Deportivo Tenerife.

## Trayectoria
Debutó como profesional en el Real Racing Club de Santander, donde formó pareja con Juan Carlos Arteche en el centro de la zaga.

## Selección nacional
Participó con la selección española de fútbol en los Juegos Olímpicos de Montreal 1976, en los que disputó dos partidos. Sin embargo, nunca fue convocado con la selección absoluta.